# Wasilij Szyszow
Wasilij Aleksandrowicz Szyszow (ros. Василий Александрович Шишов, ur. 26 maja 1961 w Kujbyszewie) – radziecki bokser, mistrz świata z 1986, trzykrotny mistrz Europy.
Zajął 2. miejsce w wadze lekkiej (do 60 kg) na pierwszych mistrzostwach świata juniorów w 1979 w Jokohamie. Zwyciężył w tej kategorii wagowej na mistrzostwach Europy juniorów w 1980 w Rimini.
Zdobył złoty medal w wadze lekkopółśredniej (do 63,5 kg) na mistrzostwach Europy w 1981 w Tampere po wygranej w finale z Mirko Puzoviciem z Jugosławii. W tym samym roku zwyciężył w Pucharze Świata w Montrealu. Wystąpił na mistrzostwach świata w 1982 w Monachium, gdzie przegrał pierwszą walkę z późniejszym mistrzem Carlosem Garcíą z Kuby.
Obronił tytuł w wadze lekkopółśredniej na mistrzostwach Europy w 1983 w Warnie po pokonaniu w finale ponownie Mirko Puzovicia. Zdobył brązowy medal w Pucharze Świata w 1983 w Rzymie po przegranej w półfinale z Kubańczykiem Candelario Duvergelem.
Zdobył złoty medal w wadze lekkopółśredniej na mistrzostwach świata w 1986 w Reno. Wygrał m.in. z Siegfriedem Mehnertem z NRD, Eduardo Correą z Kuby, Mirko Puzoviciem w półfinale i Kanadyjczykiem Howardem Grantem w finale.
Po raz trzeci zdobył złoty medal na mistrzostwach Europy w 1987 w Turynie, tym razem w wadze półśredniej (do 67 kg), po wygranej w finale z Siegfriedem Mehnertem.
Wasilij Szyszow był mistrzem ZSRR w wadze lekkopółśredniej w 1982, 1984, 1985 i 1986 oraz w wadze półśredniej w 1987.
W 1981 otrzymał tytuł Zasłużonego Mistrza Sportu ZSRR. Jest doktorem nauk pedagogicznych.